# قصر ساندرينغهام

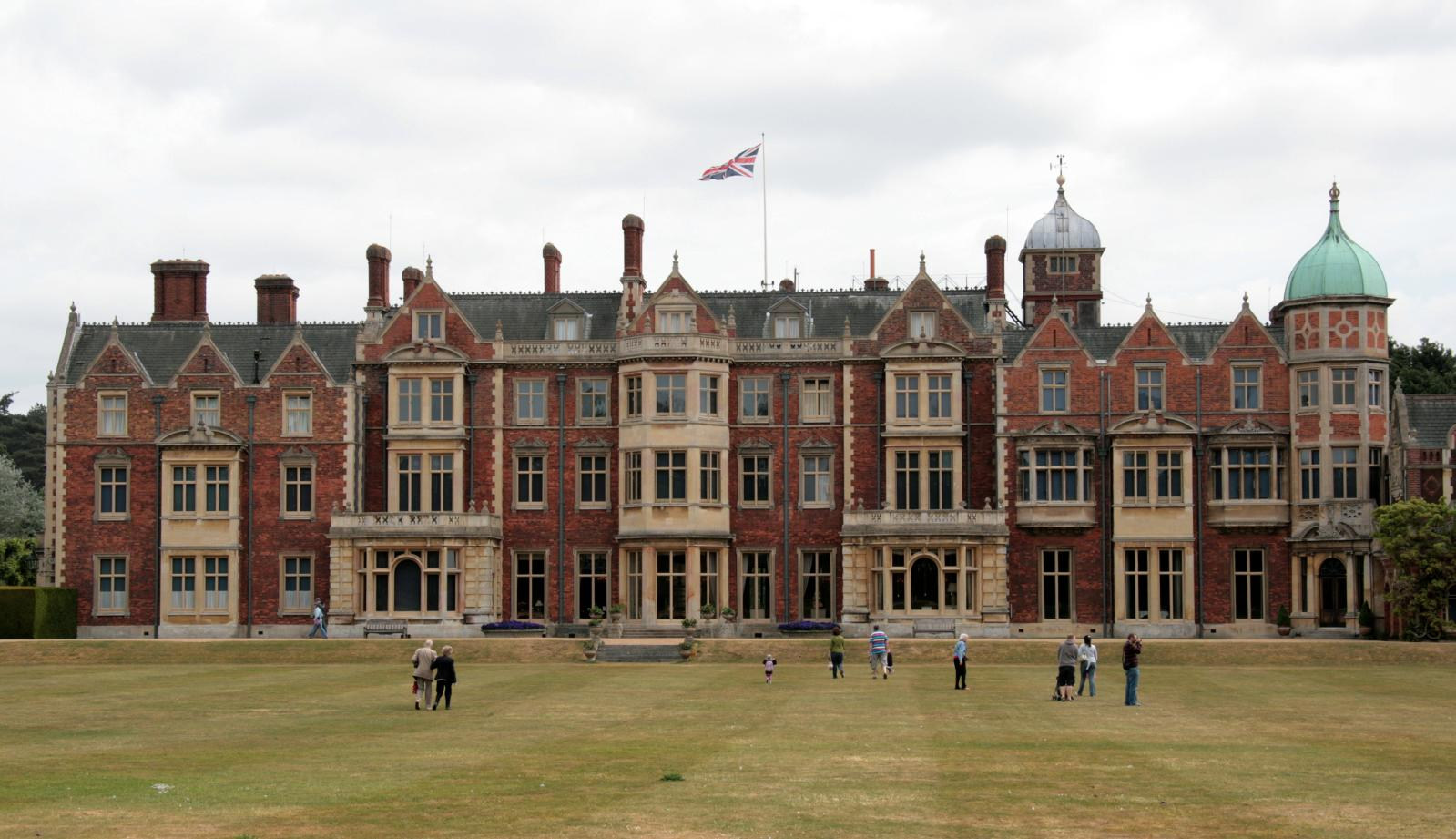
قصر ساندرينغهام

قصر ساندريغهام، بيت ريفي يقع في إنجلترا تبلغ مساحته 81 كيلومتر مربع شيد وبني في عام 1771، ثم في عام 1862 اشتراهُ إدوارد السابع، كما انه بالقرب من قرية ساندريغهام في نورفك في إنجلترا، وتعود ملكية القصر إلى العائلة البريطانية المالكة، ويقع ضمن الملكية العقارية ل ساندرينغهام والتي تقع ضمن ساحل نورفك.